# Neobisium simoni simoni
Neobisium simoni simoni es una subespecie de arácnido del orden Pseudoscorpionida de la familia Neobisiidae.

## Distribución geográfica
Se encuentra en Europa.